# Qumran (banca dati)
La Banca Dati Qumran (più precisamente Qumran2) è una banca dati presente nel web che raccoglie materiale in formato digitale per l'uso nella pastorale della Chiesa cattolica.

## Caratteristiche
Qumran ha due punti fermi:
- la gratuità del prelievo dei dati
- la valorizzazione del lavoro dei singoli autori in quanto già sperimentato nell'attività pastorale.

Attualmente lo staff comprende i fondatori e una decina di altri collaboratori, che vagliano il materiale ricevuto in maniera da verificare che corrisponda allo standard di qualità fissato, rispondono alla corrispondenza. Lo staff è inoltre impegnato in un lavoro continuo di ideazione ed ampliamento delle funzionalità del sito.
Sono più di 60.000 gli iscritti alla mailing list degli aggiornamenti del sito. Il sito siticattolici.it menziona qumran.net tra i primi 50 siti cattolici italiani, primo tra le banche dati più visitate.
Il sito www.Qumran2.net è proprietà dell'omonima associazione senza scopo di lucro costituita nel 2004, riconosciuta dall'arcidiocesi di Genova come associazione privata di fedeli.

## Materiale presente
A metà del 2012 la Banca Dati Qumran contiene:
- 23135 testi
- 2163 presentazioni
- 4608 immagini
- 3033 ritagli
- 24148 commenti al Vangelo domenicale e feriale
- 777 giochi di gruppo
- 182 idee per la pastorale
- la liturgia cattolica giornaliera
- il pane quotidiano, un commento al vangelo giornaliero di don Prospero Bonzani
- una serie di ritiri mensili

Tutto il materiale è organizzato per categorie e indicizzato; si può fare facilmente una ricerca su tutto il materiale del sito. È inoltre disponibile a richiesta su CD.
Dalla fine del 2001 sono stati fatti 88.243.690 downloads.
Il materiale, tutto in lingua italiana, è inviato costantemente da sacerdoti e operatori pastorali di tutta Italia, 2635 a metà del 2012.
I testi sono inviati e messi a disposizione in formato di Word o di altri processatori di testi, sono accompagnati da una breve presentazione, e compressi in formato zip. È allo studio la possibilità di fornire i testi in formato PDF.

## Storia e note particolari
Qumran nasce come banca dati il 25 novembre 1998, come fusione dei due siti "Materiale Pastorale" di don Giovanni Benvenuto e "Qumran Net" di don Paolo Basso e Andrea Ros. I due siti erano in linea già da qualche tempo. Unirli ha permesso di razionalizzare forze e risorse.
Il nome della banca dati è ispirato dalle grotte di Qumran, in cui nel 1947 sono stati ritrovati antichi manoscritti biblici del I secolo (v. Rotoli di Qumran), probabilmente anteriori all'anno 68.
L'attuale coordinatore del progetto è Giovanni Benvenuto e il supporto logistico è fornito da un'associazione fondata dai membri più attivi del progetto.
Nel 2008 Qumran2 ha ottenuto il riconoscimento istituito dall'Associazione Webmaster Cattolici Italiani (WeCa), come miglior sito per la categoria “enti, associazioni, aggregazioni”.

## Prospettive future
È in fase di studio l'ampliamento della banca dati in maniera da accettare e distribuire materiale in altre lingue oltre all'italiano.